# Concertante pour la main gauche
Concertante pour la main gauche (de son titre anglais Concertante for Piano left hand) est une œuvre concertante pour piano et orchestre du compositeur britannique Arnold Bax, écrite en 1949.

## Contexte
Trente ans après les Symphonic Variations, lorsqu'Arnold Bax écrit la musique du film Oliver Twist de David Lean en 1948, il inclut deux mouvements pour piano et orchestre en pensant à Harriet Cohen. C'est lors de la séance d'enregistrement de cette partition que cette dernière apprend la mort de la femme de Bax, bien qu'ils fussent séparés depuis longtemps, et elle a immédiatement imaginé que le compositeur allait l'épouser. Arnold Bax a du lui expliquer qu'il avait une autre maîtresse dont elle ne savait rien. Il y a eu une terrible dispute et, peu après, Harriet Cohen a été victime d'un accident au poignet droit, apparemment causé par la chute d'un plateau de verres. Elle ne pouvait plus jouer de la main droite et Arnold Bax a écrit pour elle un concerto (ou « concertante » comme il l'appelait) pour la main gauche qui a été joué pour la première fois au cours de l'été 1950 et qui devient alors une partition représentative du compositeur de cette époque. D'abord appelé Concerto pour orchestre avec piano (main gauche), il fut rapidement remplacé par le titre de Concertante, soulignant l'échelle relativement petite du concerto.

## Structure
L'œuvre comprend trois mouvements :
1. Allegro moderato
2. Moderato tranquillo
3. Rondo : Allegro moderato

## Analyse

### Premier mouvement
L'œuvre s'ouvre sur un piano solo et le soliste joue la plupart du temps. Il n'y a pas d'opposition entre le piano et l'orchestre dans cette partition qui est un heureux dialogue entre eux. Le thème initial du piano, qui s'élève du bas du clavier, donne le ton, et est bientôt rejoint par l'orchestre avec un thème rythmique, qui ressemble presque à une danse orientale. La trompette émet un contrechant réfléchi que l'orchestre reprend sur des figurations ondulantes du piano, menant à une apothéose orchestrale romantique. Le piano revient avec seulement les interjections les plus légères des bois, ce qui conduit au retour du thème d'ouverture, qui est longuement travaillé par l'orchestre. Le piano chante maintenant le thème romantique de la trompette et les cordes le reprennent dans un épisode plus étendu, lent et prolongé, et l'écho du piano se fait entendre dans tout l'orchestre, ce qui conduit finalement à la conclusion.

### Deuxième mouvement
Le mouvement lent, très romantique, s'ouvre sur une belle mélodie pour piano, une douceur qui renvoie à la manière de son Morning Song pour piano et orchestre, encore récent à l'époque. L'air lancinant du début cède la place à une section centrale atmosphérique, colorée par des textures orchestrales typiquement baxiennes, comme des brumes tourbillonnantes dans une vision nocturne d'un paysage côtier irlandais. Finalement, le thème d'ouverture revient aux cordes, puis s'épanouit brièvement et triomphalement dans tout l'orchestre, avant de s'éteindre et de s'achever longuement. L'impact de ce mouvement était tel lors de ses premières interprétations que Chappell & Co. a publié un arrangement simplifié pour deux mains.

### Troisième mouvement
Comme les deux premiers mouvements, le finale s'ouvre sur le piano solo. Lorsque Harriet Cohen l'a joué, il était précédé d'un bref motif de percussion, mais bien que Bax n'ait pas fait de commentaire, ce n'était manifestement pas authentique et il est généralement omis. Le thème de marche initial du piano est repris par l'orchestre et fait l'objet d'une succession de variations avec le piano, y compris un épisode où le piano est accompagné par les timbales et un solo de violon. Finalement, le piano introduit un deuxième thème et l'orchestre commente, avant que le soliste ne fasse une cadence, bien qu'elle ne soit pas marquée comme telle, et que l'orchestre n'atteigne un grand point culminant pour une conclusion conventionnelle.

## Discographie
- Symphonic Variations/Concertante for Piano Left Hand, Ashley Wass (piano), Orchestre symphonique de Bournemouth, James Judd (direction), Naxos, 8.570774, avril 2009.